# Шемокмеди (монастырь)
Монастырь Шемокмеди (груз. შემოქმედის მონასტერი) — грузинский православный монастырь, расположенный в селе Шемокмеди края Гурия на юго-западе Грузии. Монастырь Шемокмеди, основанный в XV веке, функционировал как епископская кафедра и усыпальница княжеского рода Гуриели. Здесь находилась кладовая церковных сокровищ, и на протяжении веков накапливалась обширная коллекция различных предметов из других грузинских монастырей. Части коллекции, которая пережила грабежи XIX века, теперь выставлена в музеях Грузии. В 2007 году монастырь был включён в список недвижимых культурных памятников национального значения Грузии.

## Архитектура
Монастырь Шемокмеди состоит из двух церквей простой архитектуры: Искупителя и Преображения, иначе известной как Зарзма. Третье сооружение, колокольня, построено на стене монастыря. Этот комплекс расположен на небольшом холме на левом берегу реки Бжужи выше села Шемокмеди.
Церковь Искупителя представляет собой трёхнефную базилику размером 10×13 м. Это сооружение из каменных блоков, облицованное голубым камнем, с белым мраморным полом. Изысканный изгиб повторяет контур окна на западном фасаде. Интерьер был когда-то полностью расписан фресками. На сохранившихся фрагментах изображены царевич Гурии Мамия II Гуриели (умер в 1627 году) и его жена Тинатин, а также соответствующие опознавательные надписи на грузинском языке.
Церковь Преображения была построена по указанию князя Вахтанга I Гуриели в конце 1570-х годов для размещения в ней иконы Преображения Господня IX века, спасённой из монастыря Зарзма в оккупированном османами княжестве Самцхе; отсюда и другое название церкви — «Зарзма». Эта церковь меньше церкви Искупителя, её размеры 9×7 м. Это однонефная конструкция, увенчанная восьмиугольным куполом. Здание сложено из кирпича и камня. На стенах сохранились фрагменты грузинских и греческих надписей, а также фресковое изображение первого епископа Шемокмеди Бесариона Мачутадзе. Колокольня, построенная на монастырской стене, появилась в XVI веке и была отреставрирована в 1831 году. Во всех сооружениях комплекса обнаружены следы многочисленных реконструкций.
К северо-востоку от монастыря Шемокмеди, на расстоянии около 1,5 км, на правом берегу Бжужи, находится недавно отреставрированная церковь Горисперди. На церковном дворе найдены богато украшенные фрагменты более раннего разрушенного средневекового сооружения.

## История

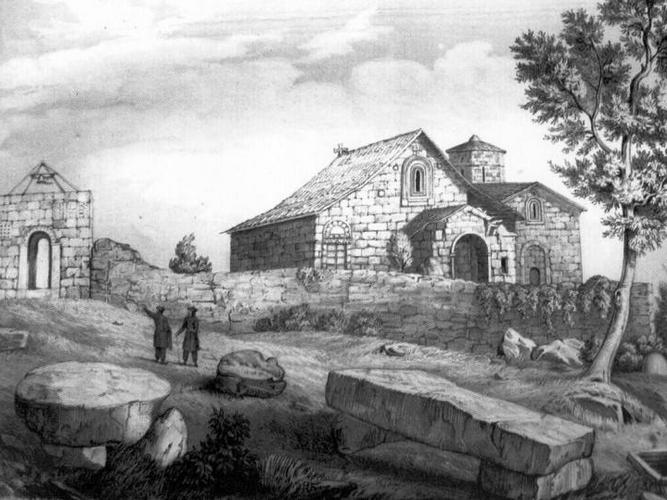
Монастырь Шемокмеди на иллюстрации из путешествия Мари-Фредерика Дюбуа де Монпере в 1830-х годах.

Монастырь Шемокмеди был основан в XV веке как одна из трёх епископских кафедр в Гурийском княжестве, две другие это Джумати и Хино. Местные прелаты носили звание архиепископа или митрополита-епископа и эпитет Шемокмедели. В то же время монастырь служил усыпальницей княжеского рода Гуриели. Сохранившиеся гробницы принадлежат Ростому Гуриели (умер в 1564 году) и Мамии III Гуриели (умер в 1714 году).
После смерти митрополита-епископа Иосеба Такаишвили в 1794 году епископская кафедра Шемокмеди была упразднена; епископ Джумати стал титульным Шемокмедели, в то время как монастырь и его владения перешли к Каихосро Гуриели, влиятельному члену правящего рода Гурии, который в конце концов потерял свои владения за то что руководил восстанием против Российской империи в 1820 году. Во время конфликта Шемокмеди был атакован русскими войсками, его укрепления были разрушены, а окрестности разорены.
Монастырь Шемокмеди был восстановлен как епископская кафедра, объединившая приходы Батуми и Шемокмеди, в 1920 году. Отдельная епархия Шемокмеди была восстановлена в 1995 году. В настоящее время её юрисдикция распространяется на все православные церкви во всех трёх муниципалитетах Гурии — Озургети, Ланчхути и Чохатаури. Действующий католикос-патриарх Грузии Илия II служил епископом Шемокмеди с 1963 по 1967 год.

## Коллекция

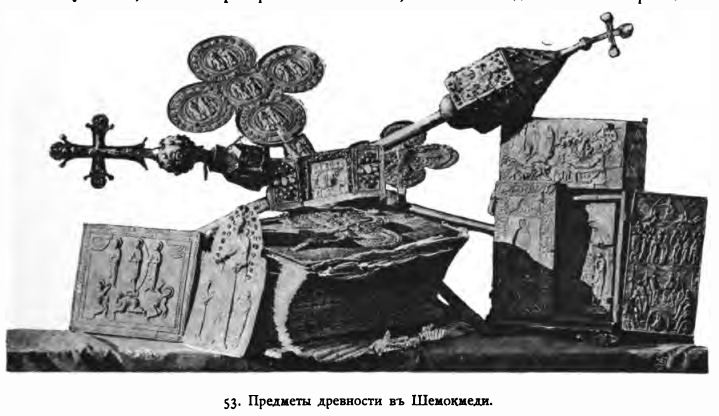
Предметы древности монастыря Шемокмеди из каталога грузинских церковных коллекций Никодима Кондакова (1890).

На протяжении веков собор Шемокмеди служил хранилищем церковных сокровищ, здесь была собрана большая коллекция различных религиозных предметов и рукописей из других церквей и монастырей Грузии. В 1873 году храм посетил Дмитрий Бакрадзе, который составил первое научное описание его коллекции. Впоследствии монастырь подвергся серии грабежей. Уцелевшие сокровища были внесены в каталог Никодимом Кондаковым во время посещения им монастыря в 1889 году. С 1924 года бо́льшая часть сохранившихся предметов находилась в коллекциях Грузинского национального музея.